# Ingarö
Ingarö est une île de Suède.

## Géographie
Elle fait partie de la municipalité de Värmdö dans le Comté de Stockholm.

## Histoire
La découverte de pétroglyphe témoigne que l'île est habitée depuis l'âge du bronze danois.
Sa population permanente a diminué au cours du XXe siècle et beaucoup de résidences sont devenues des maisons de vacances.
Des scènes du film Millénium (2009) ainsi que le film Sune's Summer (en), y ont été tournées.

## Personnalités
- L'aviateur Carl Cederström et Erik Lindegren sont inhumés dans le cimetière de l'île.
- Ulf Palme y est décédé.

## Équipements
L'île à un parcours de golf de 36 trous, des terrains de tennis et une plage naturiste à Återvallssjön qui fut la première du genre en Suède.

## Galerie

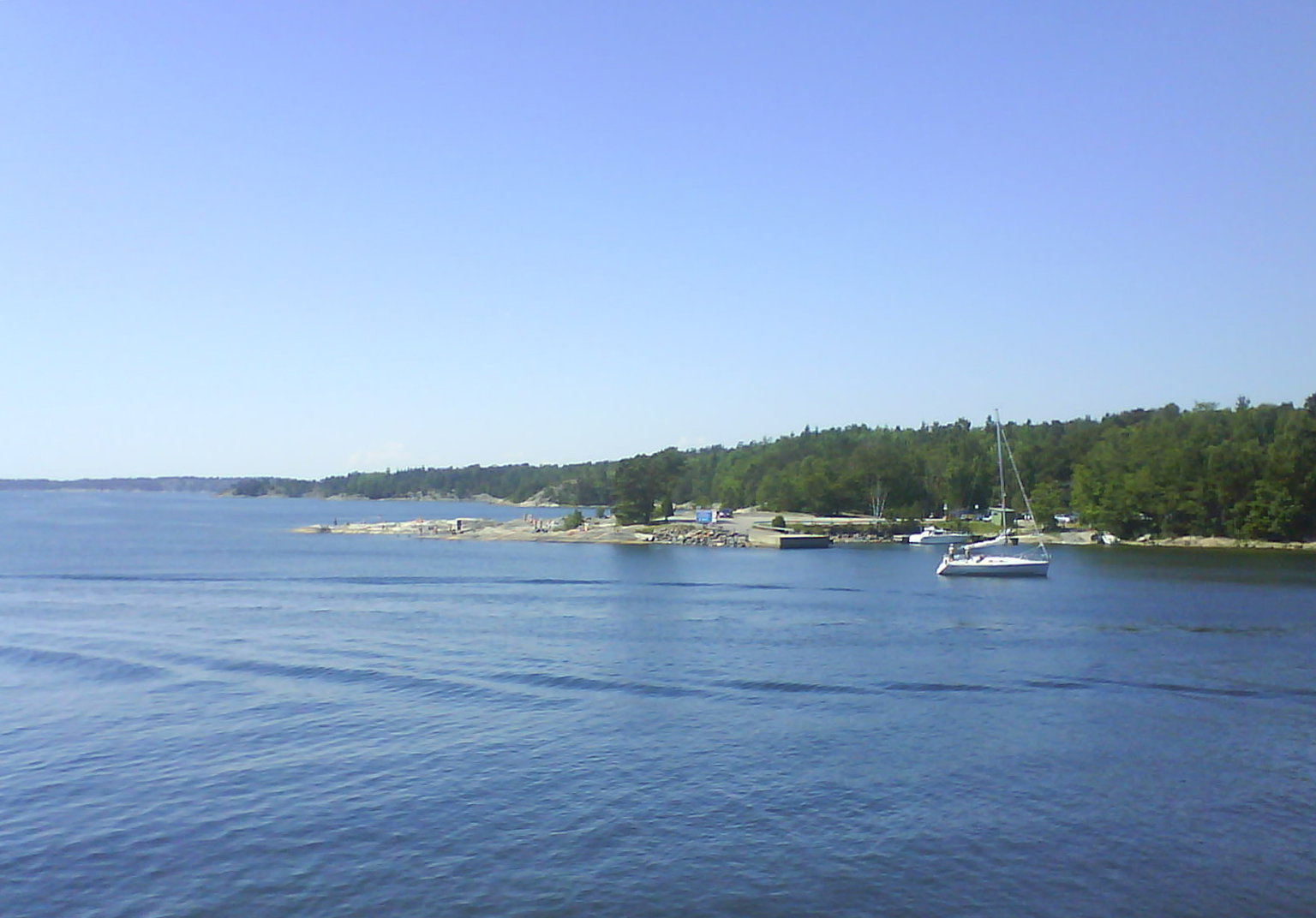
Björkvik a Ingarö.
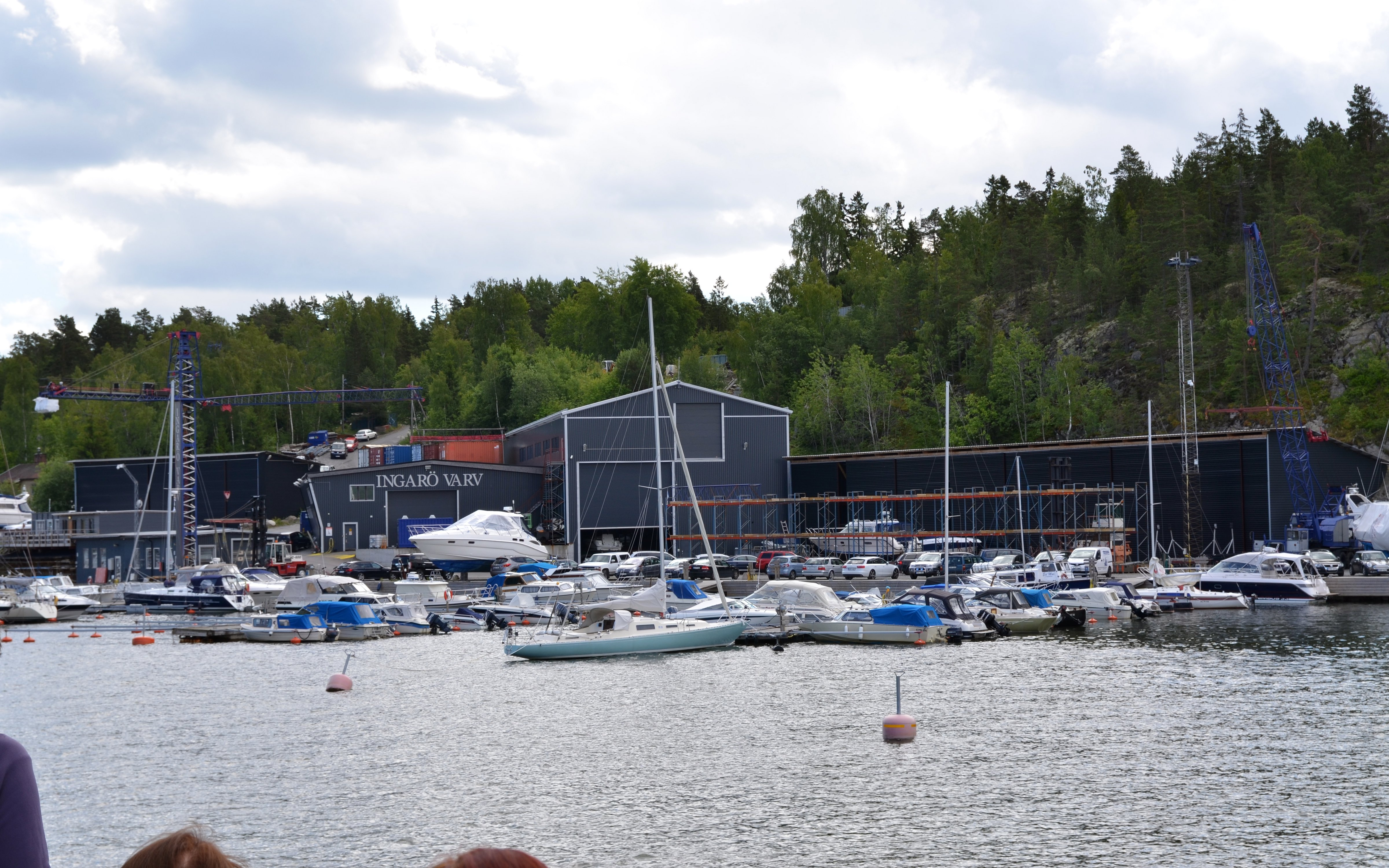
Vue du Nord
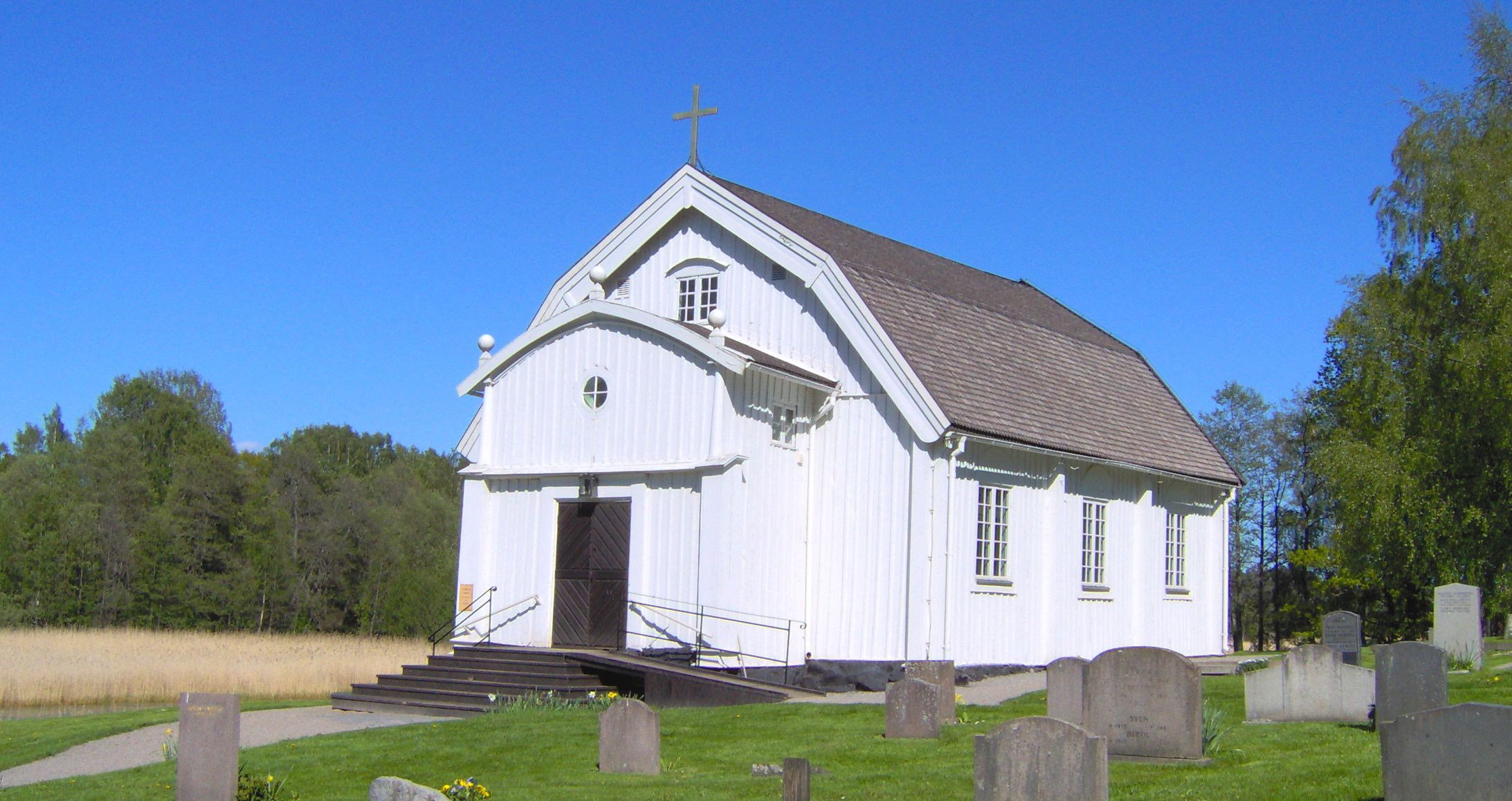
Église d'Ingarö